# Province de Cyangugu
La province de Cyangugu était, de 2002 à 2006, la dénomination de l'une des douze provinces du Rwanda (ces entités étaient appelées, avant la réforme administrative de 2002, des « préfectures »). Cyangugu en était la « capitale » (ou, parfois, selon certains textes officiels rwandais, le « chef-lieu »).
La réforme territoriale du 1er janvier 2006 l'a fait disparaître en la fusionnant avec les provinces de Kibuye et de Gisenyi, donnant ainsi naissance à une nouvelle province de l'Ouest. 

### Article lié
- Provinces du Rwanda